# Chyler Leigh

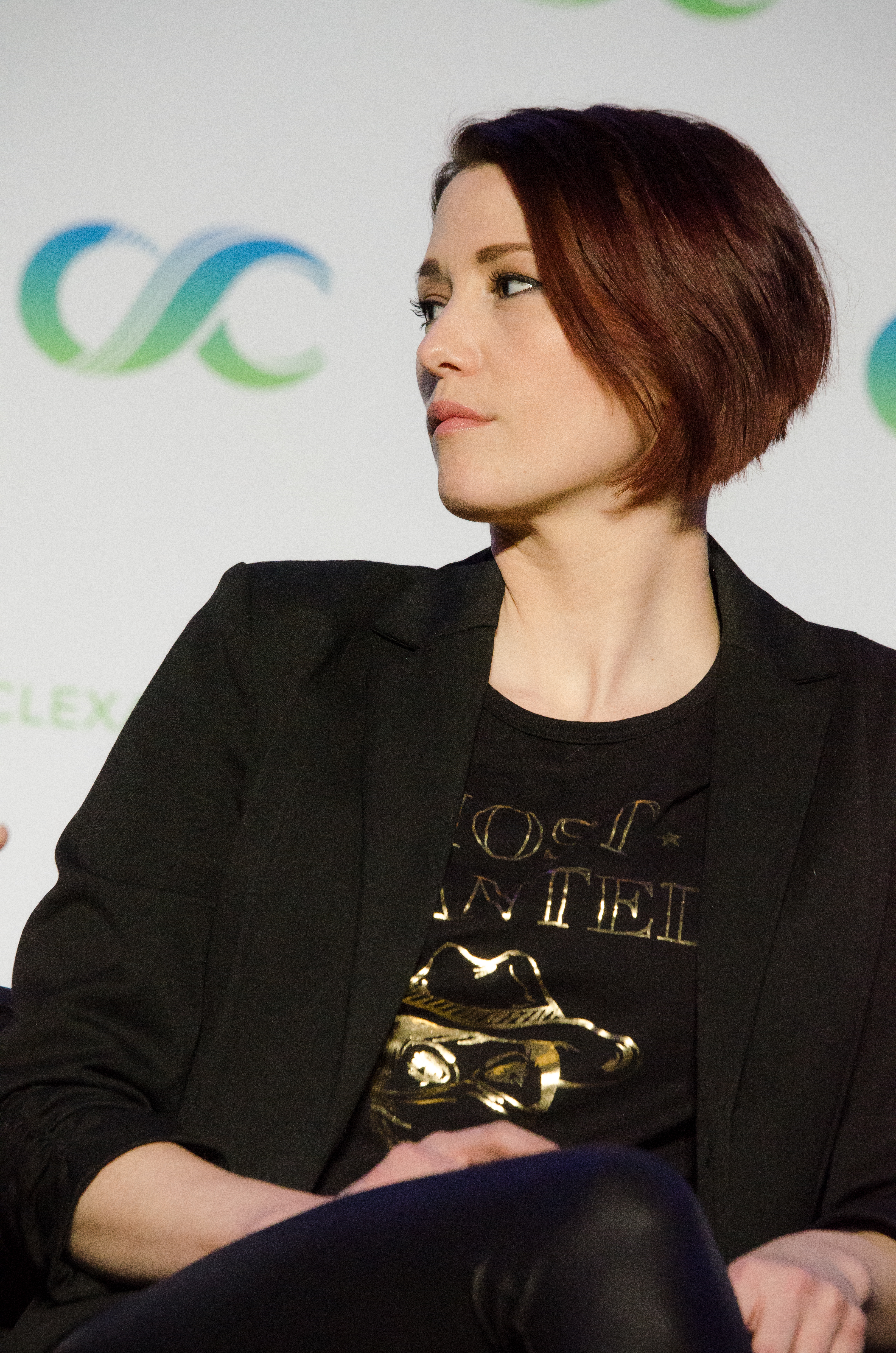
Chyler Leigh (2018)

Chyler Leigh West (* 10. April 1982 in Charlotte, North Carolina; als Chyler Leigh Potts) ist eine US-amerikanische Schauspielerin, Sängerin und Model.

## Leben
Mit zwölf Jahren begann sie für Magazine und Kataloge zu modeln. Im Alter von 16 und 17 spielte sie in einigen amerikanischen Serien mit, wie zum Beispiel Saving Graces, Safe Harbour und Eine himmlische Familie. Ihr Filmdebüt gab sie 2001 in Nicht noch ein Teeniefilm.
Im Jahre 2002 wurde sie im Stuff-Magazine auf Platz 41 der „102 Sexiest Women in the World“ gewählt.
Vom Sommer 2007 bis 2012 war sie in der Rolle als Assistenzärztin Dr. Alexandra „Lexie“ Caroline Grey in der Fernsehserie Grey’s Anatomy zu sehen. Für die 10. Episode der 17. Staffel, ausgestrahlt im April 2021, kehrte sie für einen Gastauftritt, bei dem sie ihre Serienschwester Meredith Grey in ihrer Traumsequenz an einem Strand trifft, zurück. Im Frühjahr 2014 war sie neben Jacky Ido in der auf NBC ausgestrahlten französisch-US-amerikanischen Comedy Taxi Brooklyn zu sehen. Von Oktober 2015 bis November 2021 stellte sie Alex Danvers, die Adoptivschwester der Titelfigur, in Supergirl dar. Dieselbe Rolle spielte sie in einigen Gastauftritten in den anderen Arrowverse-Serien.

## Familie und Privatleben
Am 20. Juli 2002 heiratete sie den Schauspieler Nathan West, mit dem sie drei Kinder hat. Ihr Sohn kam im Dezember 2003 und ihre Tochter im September 2006 zur Welt. Am 7. Mai 2009 wurde ihr drittes Kind, ein weiteres Mädchen, geboren.
Ihr Bruder ist der Schauspieler Christopher Khayman Lee.
Im Juni 2020 outete Leigh sich als queer.

## Filmografie (Auswahl)
- 1997: Kickboxing Academy
- 1999: Safe Harbor (Fernsehserie, 10 Episoden)
- 2000: M.Y.O.B. (Fernsehserie, Episode 1x01)
- 2000: Eine himmlische Familie (7th Heaven, Fernsehserie, 3 Episoden)
- 2001: Nicht noch ein Teenie-Film! (Not Another Teen Movie)
- 2002: Girls Club (Fernsehserie, 9 Episoden)
- 2002: That ’80s Show (Fernsehserie, 13 Episoden)
- 2003: Practice – Die Anwälte (The Practice, Fernsehserie, 9 Episoden)
- 2004: North Shore (Fernsehserie, Episode 1x05)
- 2005: Rocky Point (Fernsehserie, Episode 1x01)
- 2005–2006: Reunion (Fernsehserie, 13 Episoden)
- 2007–2012, 2021: Grey’s Anatomy (Fernsehserie, 112 Episoden)
- 2010: The 19th Wife
- 2012: Private Practice (Fernsehserie, Episode 5x15)
- 2012: Brake
- 2013: Window Wonderland
- 2014: Taxi Brooklyn (Fernsehserie, 12 Episoden)
- 2015–2021: Supergirl (Fernsehserie, 126 Episoden)
- 2017: Arrow (Fernsehserie, Episode 6x08)
- 2017, 2021: The Flash (Fernsehserie, 4 Episoden)
- 2017, 2020: Legends of Tomorrow (Fernsehserie, Episoden 3x08 und 5x01)
- seit 2023: The Way Home (Fernsehserie)

## Auszeichnungen
- 2000: Nominierung für den Young Artist Award für die beste Performance in einer Fernsehserie für Safe Harbor (1999)
- 2002: Young Hollywood Award als aufregendstes neues weibliches Gesicht[3][4]